# Johan van Hasselt (1850-1917)

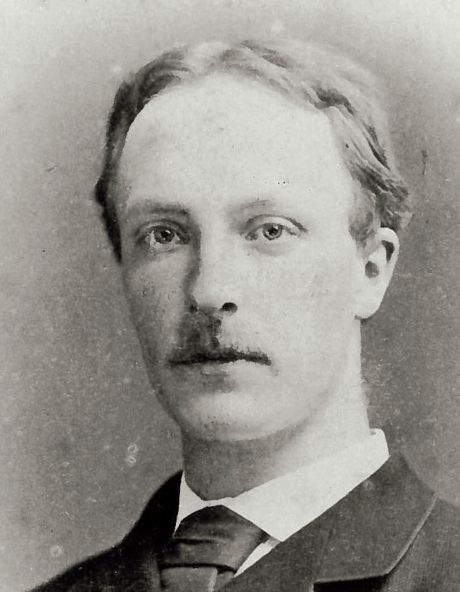
Johan van Hasselt

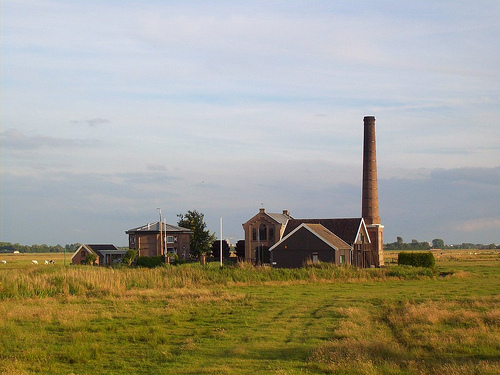
Stoomgemaal Arkemheen.

Johan van Hasselt (Sneek, 5 mei 1850 – Heemstede, 5 februari 1917) was civiel ingenieur, een van de grondleggers van ingenieursbureau Royal HaskoningDHV en van 1900 tot 1907 directeur van de Dienst der Publieke Werken van de gemeente Amsterdam. Hij werd geboren als lid van de familie Van Hasselt en was een zoon van mr. Barthold van Hasselt, advocaat in Sneek, later Inspecteur der Posterijen in Den Haag, en Frijke Wouda. Hij huwde Myna Hendrika Alida Clementine Fineken (geboren 9 sept. 1850 te IJsselmuiden). In Amsterdam-Noord zijn een weg en twee insteekhavens naar hem vernoemd.

## Nijmegen
Van Hasselt haalde het civiel-ingenieursdiploma aan de Polytechnische school te Delft in 1871. Op dat moment bestond er vanuit Rijkswaterstaat een enorme vraag naar ingenieurs voor grote rivierverbeteringsprojecten. Van Hasselt trad echter niet in dienst van Rijkswaterstaat. Hij ging aan de slag bij de Nederlandsche Zuid-Ooster Spoorweg-Maatschappij (NZOS), gevestigd te Nijmegen, die de spoorlijn Tilburg - Nijmegen bouwde. Hij werkte aan de Edithbrug bij Ravenstein. Vanwege de penibele financiële situatie van zijn werkgever, nam Van Hasselt in 1876 tijdelijk ontslag. Hij werd tijdelijk leraar Waterbouwkunde aan de Koninklijke Militaire Academie in Breda. In 1877 keerde hij weer terug bij zijn eerste werkgever. Daar bleef de financiële situatie zorgelijk, zodat hij inging op het aanbod van een collega-ingenieur bij de Zuid-Ooster Spoorweg om te helpen bij 'het leveren van eenige projecten van bruggen'. Zo kwam hij terecht in het veel lucratiever werkterrein van het particuliere advieswerk.
Binnen enkele jaren kon Van Hasselt zijn naam verbinden aan een aantal imposante opdrachten, zoals:
- het ontwerp van het Stoomgemaal Arkemheen voor de polder Arkemheen;
- het ontwerp van het stoomgemaal voor de polder Erlecom;
- het ontwerp voor een spoorbrug over de Kali Tjiliwong (Nederlands-Indië);
- het ontwerp en toezicht op de bouw van een stoomgemaal in de dorpspolder Wamel;
- de aanzet tot plannen voor een stoomtramweg Nijmegen – Wamel.

## Bureau Van Hasselt en De Koning
In 1881 werd Jacobus de Koning (1855-1906) compagnon van Van Hasselt in het particuliere ingenieursbureau J. van Hasselt en De Koning. Er bestonden in die jaren wel meer kleine zelfstandige ingenieurs die zichzelf 'technisch adviesbureau' noemden, maar die traden vooral op als vertegenwoordiger van buitenlandse machinefabrieken en stoomketelbouwers. Het bureau van Van Hasselt en De Koning wilde zich juist uitdrukkelijk onthouden van dergelijke 'agenturen'. Zij gingen zich richten op het technisch-wetenschappelijke werk.

## Waterbeheer
In de volgende jaren raakte het bureau van Van Hasselt en De Koning betrokken bij vele projecten, waarvan een aanzienlijk deel in Gelderland en Overijssel. Ze verwierven vooral opdrachten rond kwesties van waterbeheersing. Ze ontwierpen stoomgemalen, sluizen of andere kunstwerken. Voor de waterschappen van de Oude IJssel en van de Berkel fungeerde het bureau als technisch adviseur. Voor Gelderland heeft Van Hasselt, vaak in een onlosmakelijke samenwerking met De Koning, een heel belangrijke rol gespeeld in de modernisering van het waterbeheer.

## Naar Amsterdam
De zaken gingen goed. In 1886 rondde het bureau een groot aantal opdrachten af. Dat varieerde van een rapport over de toestand van fabrieken en werkplaatsen in Nijmegen en de plannen en bouw van vier ijzeren deuren in de Meersluis bij Nijmegen, tot een irrigatieplan voor een gebied in Hongarije en plannen en uitvoering van havenwerken in Wageningen. In november 1888 werd Van Hasselt benoemd tot hoofdingenieur bij de N.V. Amsterdamsche Duinwaterleiding-Maatschappij. Daardoor moest hij verhuizen van Nijmegen naar Amsterdam. Desondanks bleef hij partner in het ingenieursbureau. Van Hasselts nieuwe betrekking leidde tot specifieke deskundigheid bij het bureau over de drinkwatervoorziening. Pas in 1894 trok Van Hasselt zich terug uit Technisch Bureau J. van Hasselt en De Koning dat zich na zijn dood ontwikkeld tot advies- en ingenieursbureau Royal HaskoningDHV. In 1896 werd hij directeur van Gemeentewaterleidingen Amsterdam.

### Directeur Publieke Werken
Op 15 januari 1900 werd hij directeur van de Dienst der Publieke Werken van de gemeente Amsterdam. Dat bleef hij tot 1907. In zijn nieuwe werkkring nam Van Hasselt een gestaag uitdijend aantal taken op zich, die vooral samenhingen met het snelle groeiproces dat de hoofdstad aan het eind van de 19de en de vroege 20ste eeuw doormaakte. In 1900 maakte van Hasselt een ontwerp voor de ontwikkeling van Amsterdam-Noord. In dit ontwerp was veel ruimte voor bedrijvigheid, met in de nabijheid enkele woonwijken.

### Kanaal door Amsterdam-Noord

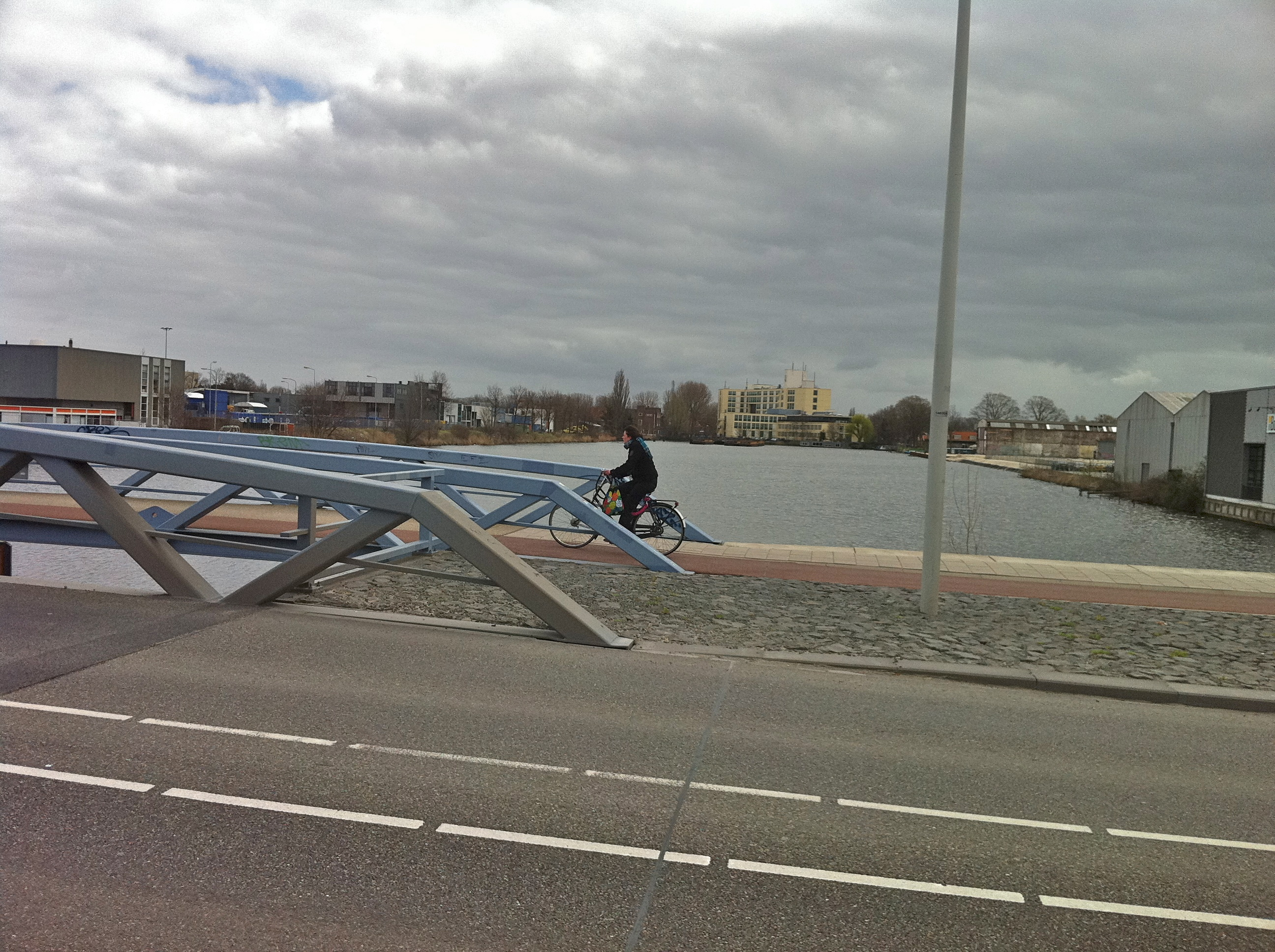
Johan van Hasseltkanaal (west)

In dit ontwerp was een kanaal dwars door Amsterdam-Noord gepland. Door dit hoofdkanaal zou een oeververbinding kunnen worden gebouwd over het IJ tussen de binnenstad en Amsterdam-Noord.

### Gerealiseerde werken
Tijdens het directeurschap van Van Hasselt kwam de Beurs van Berlage (1903) gereed. Andere werken uit zijn tijd waren de uitbreiding van het politiebureau aan de Singel 455-457, het schoolkinderbad aan de Frederik Hendrikstraat 105 en enkele scholen, waaronder die aan de Zeeburgerdijk 25, Van der Veldestraat 10 en de Mauritskade 58 (3e HBS).

### Onenigheid
Van Hasselt vertrok met onenigheid bij de gemeente Amsterdam. Hij nam ontslag naar aanleiding van het feit dat niet de Dienst der Publieke Werken, maar het gemeentebestuur de leiding had bij het treffen van maatregelen wegens technische gebreken aan de Beurs van Berlage.
Nadat Van Hasselt op 1 februari 1907 vertrok bij de Dienst der Publieke Werken, was hij verder als vrijgevestigde bouwkundige werkzaam.

## ENTOS
Een directeur van de Koninklijke Nederlandse Stoomboot-Maatschappij heette ook Johan van Hasselt. Ten tijde van de Eerste Nederlandse Tentoonstelling op Scheepvaartgebied (ENTOS) in 1913 was deze Van Hasselt adjunct-directeur van de KNSM. Waarschijnlijk was deze Johan van Hasselt degene die een groot aandeel had in de organisatie van de ENTOS, maar de beschikbare bronnen bieden geen uitsluitsel welke Johan van Hasselt hierbij zo nauw betrokken was.

## Nageslacht
Johan van Hasselt en zijn vrouw kregen vier kinderen: Frederika (1877), Johanna (1879), Barthold (1882) en Maria (1884).
- Biografisch Portaal: 40551769